# جراحة العمود الفقري طفيفة التوغل
جراحة العمود الفقري طفيفة التوغل المعروفة أيضًا باسم (MISS)، ليس لها معنى أو تعريف محدد ولكنها تعني عدم وجود توغل جراحي شديد، فقد كان النمط القديم لجراحة العمود الفقري المفتوح لعلاج مشكلة القرص الصغير نسبيًا يتطلب شقًا بحجم ٥-٦ بوصات والمكوث شهرًا في المستشفى وتستخدم جراحة العمود الفقري طفيفة التوغل أحدث التقنيات وتقنيات التصوير المتقدمة والمعدات الطبية الخاصة لتقليل إصابات الأنسجة والنزيف والتعرض للإشعاع وخطر العدوى وتقليل فترات الإقامة في المستشفى عن طريق تقليل حجم الشق ويمكن القيام بإجراءات التنظير الداخلي الحديثة (انظر أدناه) من خلال فتحة جلدية تبلغ ٢ إلى ٥ مم وعلى النقيض من ذلك تتطلب الإجراءات التي يتم إجراؤها بالمجهر فتحات جلدية بحجم بوصة واحدة تقريبًا أو أكثر.
ويمكن استخدام جراحة العمود الفقري طفيفة التوغل لعلاج عدد من حالات العمود الفقري مثل مرض القرص التنكسي وفتق القرص والكسور والأورام والالتهابات وعدم الاستقرار والتشوه، كما تجعل جراحة العمود الفقري ممكنة أيضًا للمرضى الذين كانوا يعتبرون سابقًا معرضين لخطر كبير جدًا جراء الجراحة التقليدية بسبب التاريخ الطبي السابق أو بسبب تعقيد الحالة.

## الطريقة
تقليدياً تتطلب جراحة العمود الفقري من الجراحين عمل شق بطول ٥-٦ بوصات أسفل الجزء المصاب من العمود الفقري وسحب الأنسجة والعضلات للخلف باستخدام المِبْعاد من أجل الكشف عن العظام ويستغرق الجرح نفسه وقتًا طويلاً للشفاء والهدف من الجراحة طفيفة التوغل هو تقليل إصابة الأنسجة والنزيف المصاحب وخطر العدوى عن طريق تقليل حجم الشق.
يمكن إجراء بعض جراحات العمود الفقري طفيفة التوغل بواسطة جراح أعصاب العمود الفقري أو جراح العظام وفريق طبي مدرب، وسيبدؤون العملية عادة من خلال تقديم نوع من التخدير الذي يخدر جزءًا معينًا من الجسم بالتزامن مع إعطاء المنوم أو ببساطة إعطاء تخدير عام يمنع الألم ويسمح للمريض بالنوم طوال الجراحة.
بعد ذلك قد يبدأ الجراح في التقاط صور الأشعة السينية المستمرة في الوقت الفعلي وهي عملية تسمى التنظير التألقي للجزء المصاب من العمود الفقري وهذا يسمح لهم بمعرفة ما يجرونه في الوقت الفعلي طوال الجراحة دون إحداث شق كبير.
في هذه المرحلة قد يبدأ الجراح في إجراء العملية عن طريق إحداث شق في الجلد فوق الجزء المصاب من العمود الفقري ثم استخدام جهاز يسمى الأوبتريتور لدفع النسيج الأساسي بعيداً ويكون الأوبتريتور داخل أنبوب والذي يُترك بعد إزالة الأوبتريتور تاركًا قناة أسفل العمود الفقري ويتم استخدام أدوات التشغيل الصغيرة وكذلك الكاميرات والضوء من خلال هذا الأنبوب وفي العمليات الجراحية الأخرى يسمى هذا بالمبزل أما في جراحة العمود الفقري يطلق عليه «المِبْعاد الأنبوبي».
يقوم الجراح بإجراء الإصلاحات اللازمة للعمود الفقري واستخراج مادة القرص المصابة من خلال المِبْعاد الأنبوبي وإدخال الأجهزة الطبية مثل الفواصل الفقرية والقضبان والمسامير العُنيقة والمسامير الوجهية وأجهزة استبدال النواة والأقراص الاصطناعي من خلال المِبْعاد.
الجراحة بمساعدة الروبوت هي تقنية أخرى تُستخدم أحيانًا في جراحة العمود الفقري طفيفة التوغل.
عند الانتهاء من الإجراء تتم إزالة الأنبوب ويتم خياطة الجرح أو تدبيسه أو إغلاقه.

## إجراءات محددة
هناك العديد من إجراءات العمود الفقري التي تستخدم تقنيات طفيفة التوغل والتي يمكن أن تشمل قطع الأنسجة (استئصال القرص)، وتثبيت الفقرات المجاورة لبعضها البعض (اندماج العمود الفقري)، واستبدال العظام أو الأنسجة الأخرى وغالبًا ما يتضمن اسم الإجراء منطقة العمود الفقري التي يتم إجراء العملية عليها بما في ذلك العمود الفقري العنقي والعمود الفقري الصدري والعمود الفقري القطني وتشمل هذه الإجراءات:
- استئصال القرص العنقي الأمامي
- استبدال القرص الاصطناعي أو الاستبدال الكامل للقرص.
- حلّ الالتصاقات فوق الجافية، والمعروف أيضًا باسم فك الالتصاقات بالتنظير أو إجراء راتش.
- استئصال الصفيحة الفقرية.
- قطع الصفيحة الفقرية.
- دمج الفقرات القطنية بالتدخل الجانبي المائل.[7]
- رأب الفقرة عن طريق الجلد والمعروف برأب الحدبة.
- استئصال القرص بالمنظار

لا يتم استئصال القرص بالمنظار الصغير أو الصغير جدًا (يُسمى استئصال القرص بالمنظار بالنانو أو استئصال القرص القطني بالمنظار وإعادة التكوين) والتي لا يوجد بها إزالة للعظام مثل استئصال الصفيحة الفقرية أو قطع الصفيحة الفقرية وهذه الإجراءات لا تسبب متلازمة ما بعد استئصال الصفيحة الفقرية (متلازمة عملية الظهر الفاشلة).

## المخاطر والفوائد
تشمل المخاطر تلف الأعصاب أو العضلات، وتسرب السائل النخاعي، ومخاطر جراحية نموذجية، مثل العدوى أو الفشل في حل الحالة التي أدت إلى الجراحة.
هناك ادعاءات مفادها أن النمط الأكبر لجراحة العمود الفقري طفيفة التوغل له نتائج أفضل من الجراحة المفتوحة فيما يتعلق بقلة عدد المضاعفات وقصر مدة الإقامة في المستشفى لكن البيانات التي تدعم هذه الادعاءات غير قاطعة.

## التاريخ
يحاول البشر علاج آلام العمود الفقري منذ ٥٠٠٠ عام على الأقل وقد ظهر أول دليل على جراحة العمود الفقري في المومياوات المصرية المدفونة عام ٣٠٠٠ قبل الميلاد  ومع ذلك غالبًا ما يُنسب الفضل إلى أبقراط في كونه أب جراحة العمود الفقري بسبب الكم الهائل من المؤلفات والعلاجات المقترحة التي أنتجها حول هذا الموضوع  وتُنسب أول عملية جراحية للعمود الفقري إلى بول إيجينا الذي عاش خلال القرن السابع.
ومع ذلك خلال الخمسين عامًا الماضية فقط كان هناك تطورات في التنظير التألقي الرقمي، والتوجيه بالصور، والتنظير الداخلي والأدوات الجراحية طفيفة التوغل التي سمحت لجراحة العمود الفقري طفيفة التوغل بالارتقاء إلى طليعة إجراءات العمود الفقري.